# Diastema affine
Diastema affine là một loài thực vật có hoa trong họ Tai voi. Loài này được Fritsch mô tả khoa học đầu tiên năm 1913.

## Hình ảnh

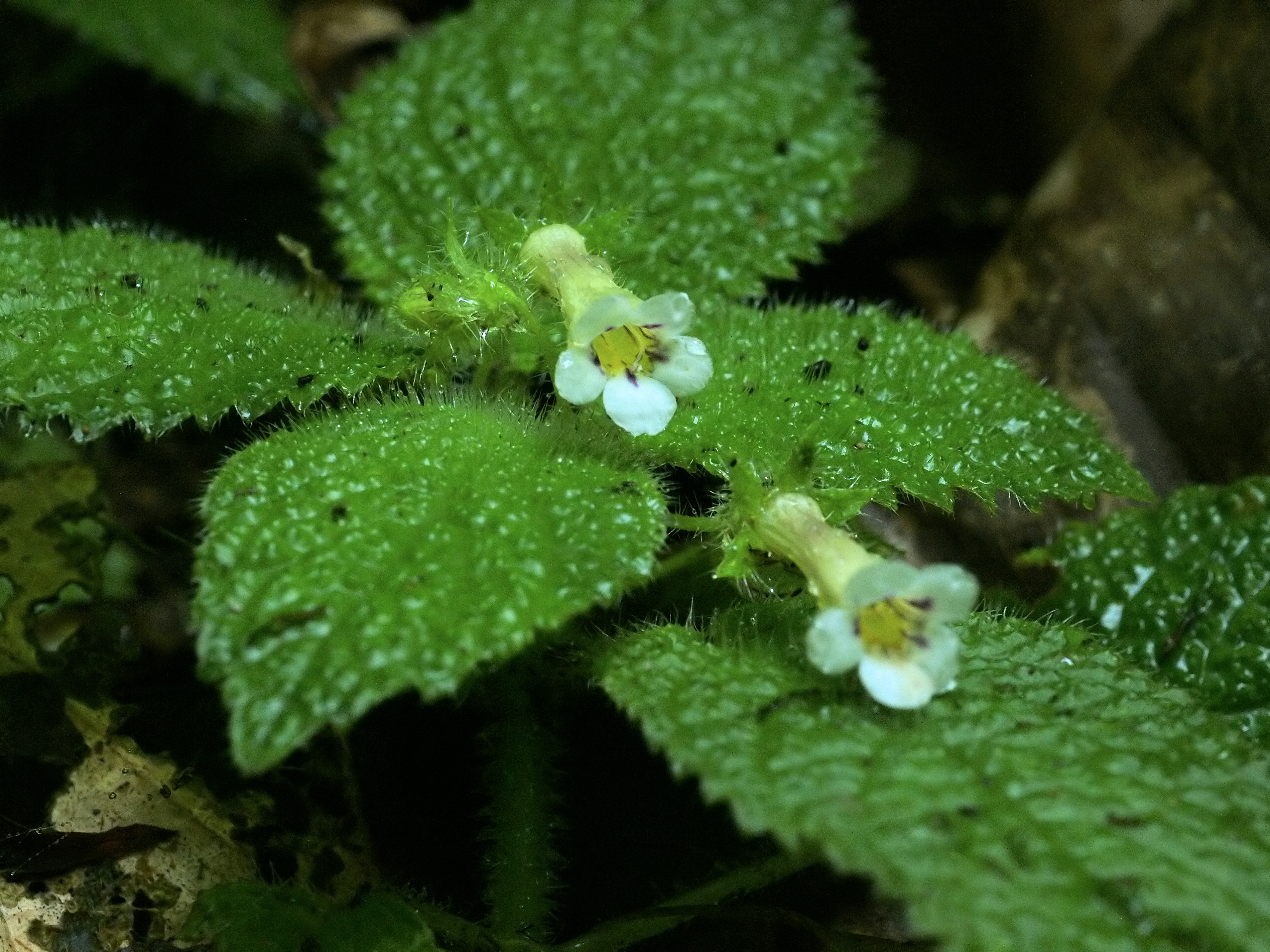